# Tweede Kamerverkiezingen in het kiesdistrict Elst (1848-1850)
Tweede Kamerverkiezingen in het kiesdistrict Elst (1848-1850) geeft een overzicht van verkiezingen voor de Nederlandse Tweede Kamer in het kiesdistrict Elst in de periode 1848-1850.
Het kiesdistrict Elst werd ingesteld na de grondwetsherziening van 1848.  Tot het kiesdistrict behoorden de volgende gemeenten: Bemmel, Dodewaard, Echteld, Elst, Gendt, Hemmen, Heteren, Huissen, Kesteren, Lienden, Loenen en Wolferen, Maurik, Tiel, Valburg, Wageningen, Wamel en IJzendoorn.
Het kiesdistrict Elst vaardigde in deze periode per zittingsperiode één lid af naar de Tweede Kamer. 
Legenda
- vet: gekozen als lid van de Tweede Kamer.

## 30 november 1848
De verkiezingen werden gehouden na ontbinding van de Tweede Kamer, na inwerkingtreding van de herziene grondwet.
|                  | 30 november |
| ---------------- | ----------- |
| Kiesgerechtigden | 913         |
| Opkomst          | 835         |
| Geldige stemmen  | 833         |
| Blanco stemmen   | 1           |
| Kandidaten       |             |
| A.W. Engelen     | 478         |
| M.J. de Man      | 283         |
| W. van Lynden    | 31          |
| W.H. van Voorst  | 27          |

## Opheffing
In 1850 werd het kiesdistrict Elst opgeheven. De tot het  kiesdistrict behorende gemeenten werden ingedeeld bij het nieuw ingestelde kiesdistrict Tiel (Tiel en Wamel), en bij de al bestaande kiesdistricten Amersfoort (Dodewaard, Echteld, Kesteren, Lienden, Maurik en IJzendoorn), Arnhem (Hemmen, Heteren en Wageningen) en Nijmegen (Bemmel, Elst, Gendt, Huissen, Loenen en Wolferen en Valburg) die alle drie omgezet werden in een meervoudig kiesdistrict.